# The Tambour of Retribution
The Tambour of Retribution (en árabe: حد الطار‎, romanizado: ḥad aṭ-ṭār) es una película dramática de Arabia Saudita de 2020 dirigida por Abdulaziz Alshlahei. Fue seleccionada como la entrada de Arabia Saudita a la Mejor Película Internacional en los 94.ª edición de los Premios Óscar.

## Reparto
- Adwa Fahad
- Rawya Ahmed